# 波连萨
波连萨（西班牙語：Pollensa）是巴利阿里群岛的一个市镇。总面积152平方公里，总人口13808人（2001年），人口密度91人/平方公里。